# 9703 Sussenbach
A 9703 Sussenbach (ideiglenes jelöléssel 3146 T-2) a Naprendszer kisbolygóövében található aszteroida. Cornelis Johannes van Houten, Ingrid van Houten-Groeneveld és Tom Gehrels fedezte fel 1973. szeptember 30-án.